# John Bulwer
John Bulwer (ochrzcony 16 maja 1606 w Londynie, zm. ok. 1 października 1656 tamże) – angielski lekarz i bakoński filozof.
Napisał pięć prac zgłębiających ciało i komunikację międzyludzką, zwłaszcza gest (Chirologia Or the Natural Language of the Hand). Był pierwszą osobą w Anglii, która zaproponowała kształcenie osób niesłyszących. W 1648 w Londynie opublikował Philocophus; lub The Deafe and Dumbe Man's Friend, gdzie zalecał edukację głuchych metodą czytania z ruchu warg.